# Balearenhagedis
De balearenhagedis (Podarcis lilfordi) is een hagedis uit de familie echte hagedissen (Lacertidae). 

## Uiterlijke kenmerken
De balearenhagedis is een wat forsere soort met kleine schubben en een korte kop. Er is een normale kleurvariant en een donkere vorm, bij deze laatste zijn de dieren donkergrijs tot bijna zwart met groene of bruine vlekken op de rug en een blauwe keel bij de mannetjes. De vrouwtjes zijn iets valer van kleur en hebben soms ook een blauwe keel maar lichter. Er zijn ook geheel zwarte exemplaren aangetroffen, deze worden melanisch genoemd. De normale variant heeft een bruingroene basiskleur met een groene rug en stippen op de flanken en dijen. De flanken zijn lichtbruin, de maximale lengte is 25 centimeter. De soort is te verwarren met de pityusenhagedis (Podarcis pityusensis), en is ervan te onderscheiden door de kleinere schubben op de rug. Ook wordt deze soort groter tot 28 cm.

## Verspreiding en habitat

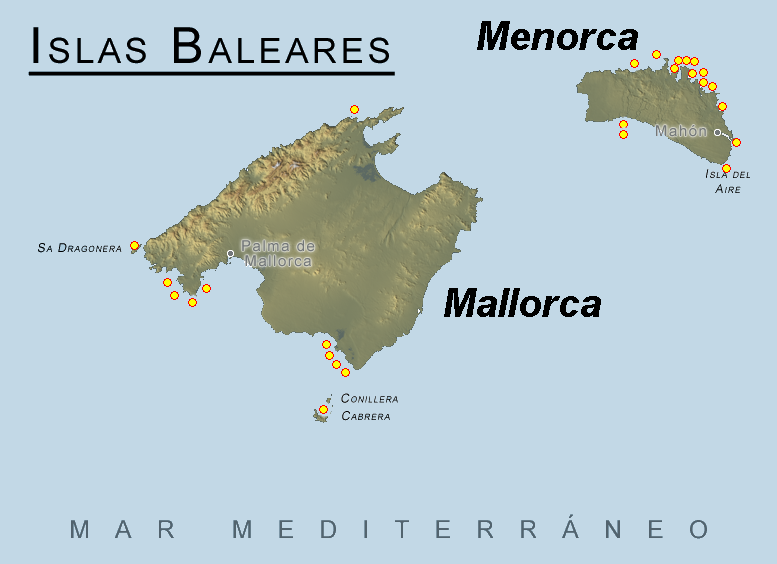
Verspreidingsgebied, aangegeven met gele stippen.

De balearenhagedis is endemisch op de eilandengroep de Balearen. De soort komt voor op kleine rotseilandjes voor de kust van Mallorca en Menorca en op de hoofdeilanden zelf. Op de hoofdeilanden echter is de hagedis geïntroduceerd en komt van nature niet voor. Het is niet bekend waarom de hagedis alleen voorkomt op de rotsige eilanden die uitwaaieren voor de kust. Het areaal beslaat enige tientallen eilanden, waarvan niet altijd bekend is of de soort er nog voorkomt, vermoed wordt dat de hagedis op het eiland Las Ratas is uitgestorven. De habitat bestaat vaak uit droge, zonbeschenen plekken op muren, rotsen en klippen, de balearenhagedis is een goede klimmer.

## Levenswijze
Net als andere hagedissen staan voornamelijk insecten en andere ongewervelden op het menu. Omdat er op de rotseilanden waar de hagedis leeft geen zoet water is en vaak een gebrek aan voedsel, is de hagedis overgeschakeld op een deels vegetarisch menu. Onder andere sappige vruchten en andere plantendelen te eten. Ook vuilnis wordt wel onderzocht op voedsel.

## Naamgeving en taxonomie
De wetenschappelijke naam van de soort werd voor het eerst gepubliceerd door Albert Günther in 1874. Oorspronkelijk werd de naam Zootoca Lilfordi gebruikt. Later werd de hagedis tot de halsbandhagedissen uit het geslacht Lacerta gerekend. Tegenwoordig wordt de soort aan het geslacht van de muurhagedissen toegekend; Podarcis. Er worden 24 ondersoorten erkend die voornamelijk te herkennen zijn aan hun verspreidingsgebied.

### Ondersoorten

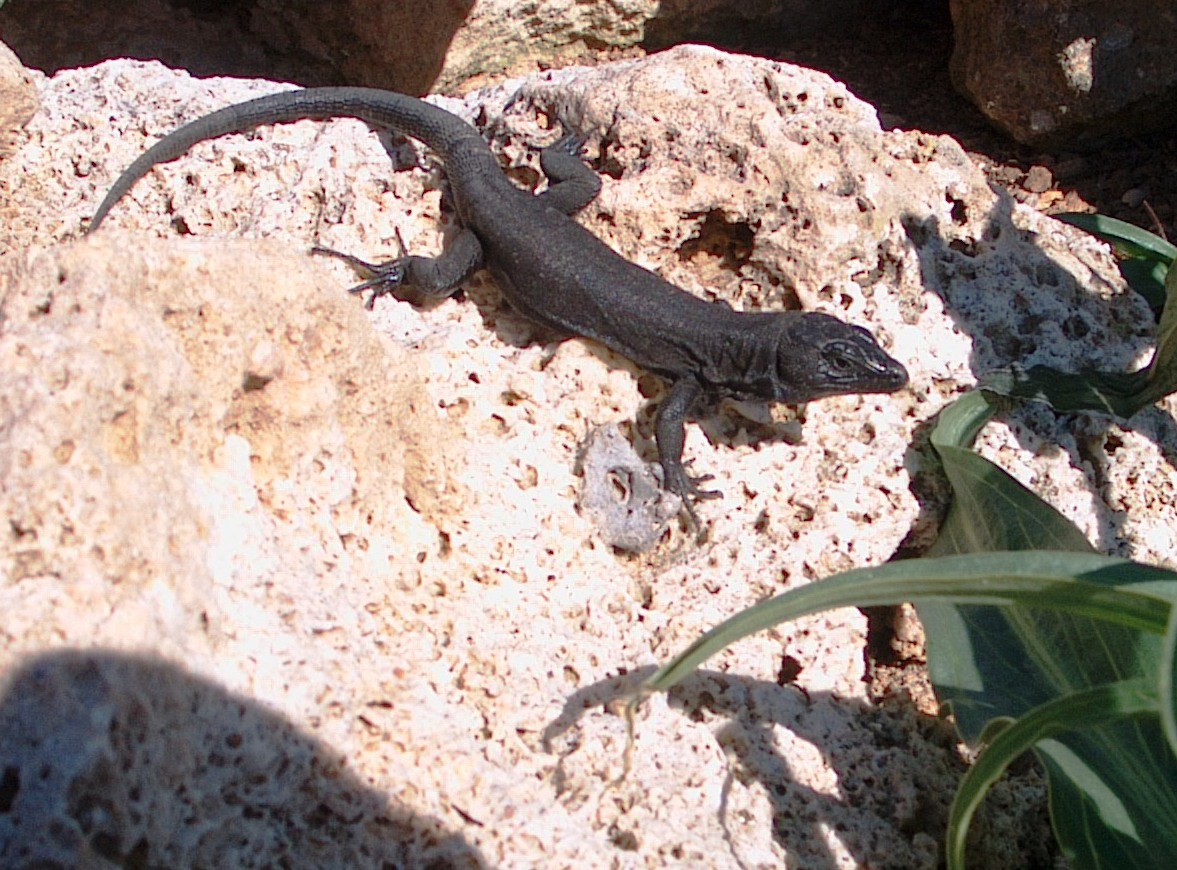
Podacis lilfordi lilfordi

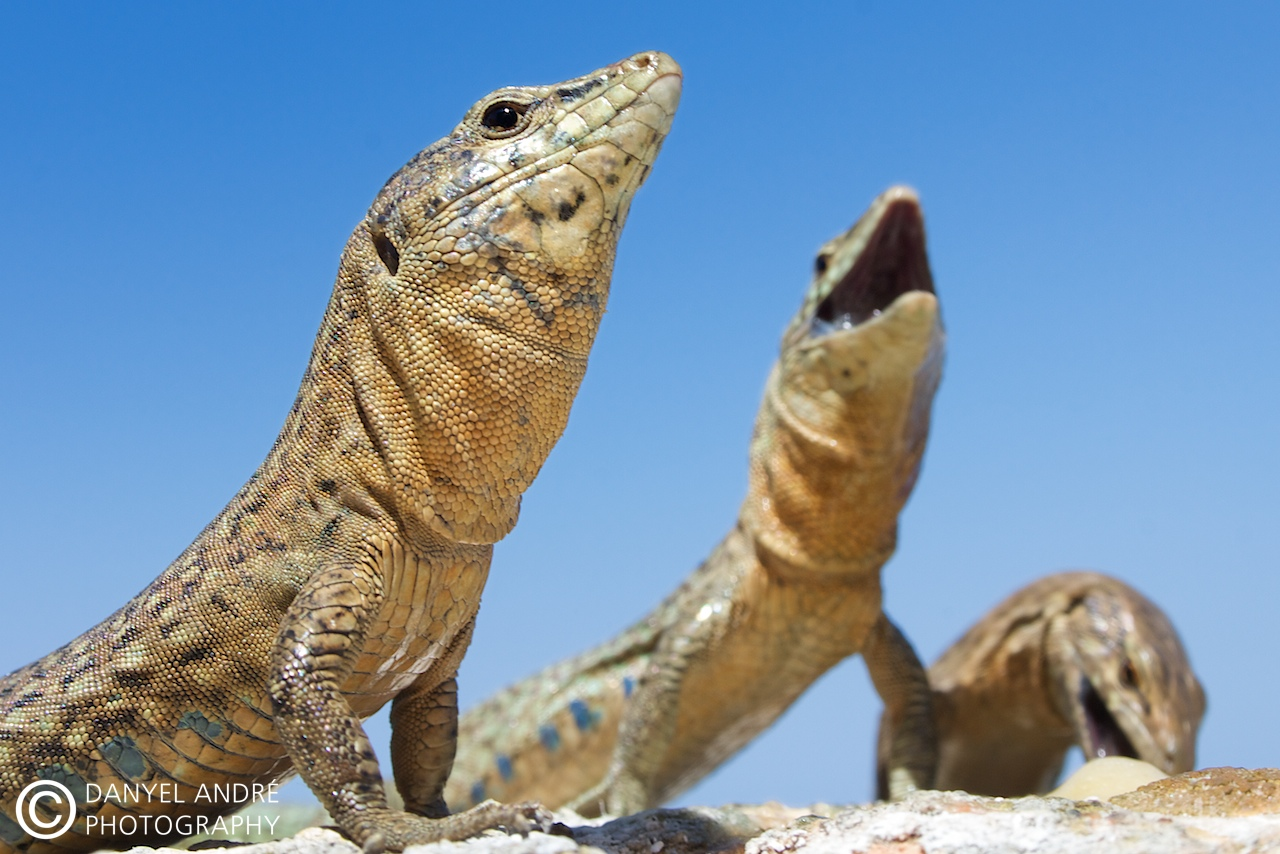
Etende exemplaren

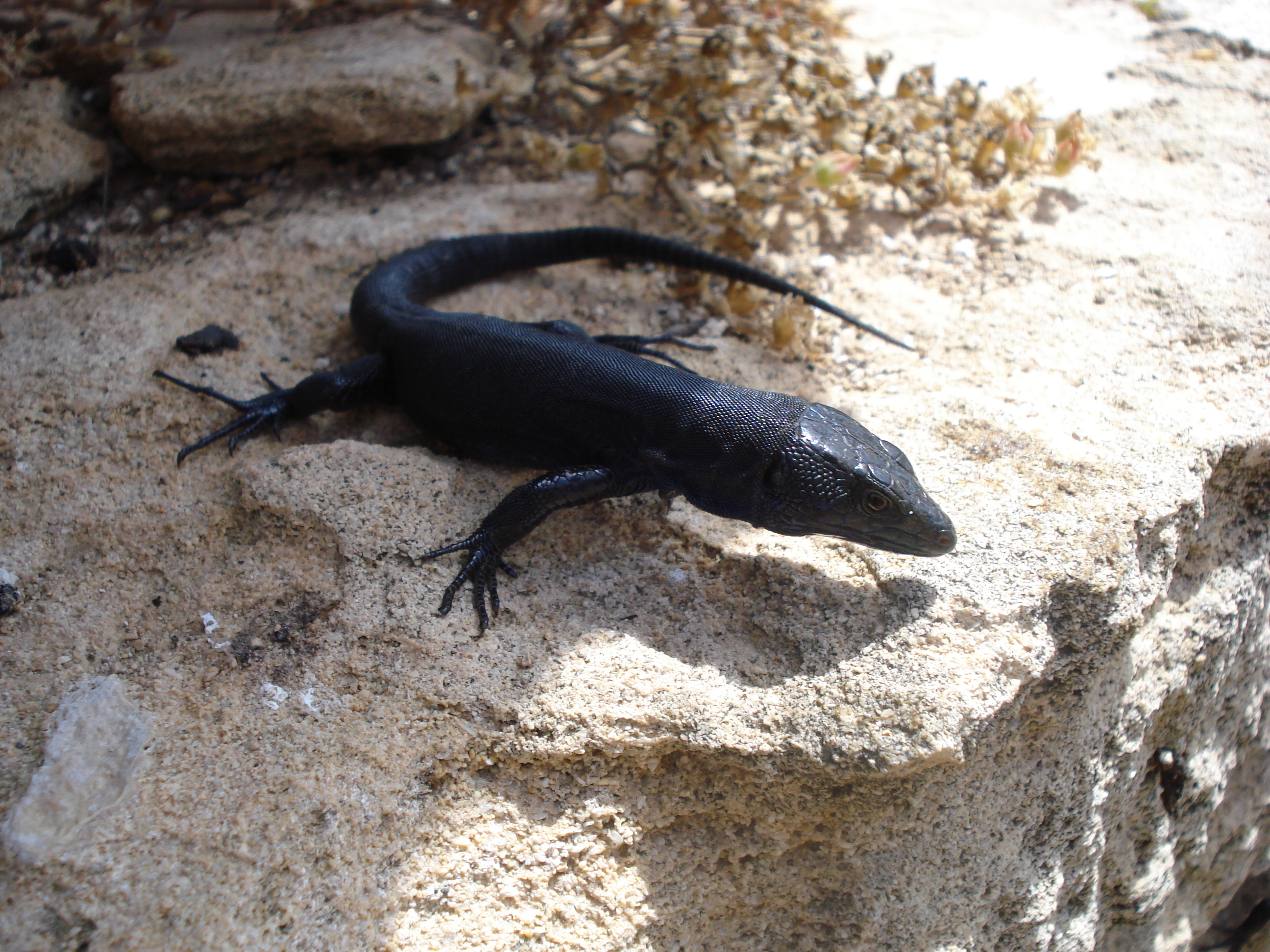
Podacis lilfordi jordansi

De soort wordt verdeeld in verschillende ondersoorten, met de auteur en het verspreidingsgebied.
| Naam                            | Auteur                         | Verspreidingsgebied                     |
| ------------------------------- | ------------------------------ | --------------------------------------- |
| Podarcis lilfordi addayae       | Eisentraut, 1928               | Balearen                                |
| Podarcis lilfordi balearica     | Bedriaga, 1879                 | Isla del Rey, geïntroduceerd op Menorca |
| Podarcis lilfordi carbonerae    | Perez Mellado & Salvador, 1988 | Isla Carbonera                          |
| Podarcis lilfordi codrellensis  | Perez Mellado & Salvador, 1988 | Balearen                                |
| Podarcis lilfordi colomi        | Salvador, 1980                 | Mallorca                                |
| Podarcis lilfordi conejerae     | Müller, 1927                   | lila des Conis                          |
| Podarcis lilfordi espongicola   | Salvador, 1979                 | Balearen                                |
| Podarcis lilfordi estelicola    | Salvador, 1979                 | Balearen                                |
| Podarcis lilfordi fahrae        | Müller, 1927                   | Isola di Foradada                       |
| Podarcis lilfordi fenni         | Eisentraut, 1928               | Isla Nitge                              |
| Podarcis lilfordi gigliolii     | Bedriaga, 1879                 | Dragonera                               |
| Podarcis lilfordi hartmanni     | Wettstein, 1937                | Mallorca                                |
| Podarcis lilfordi imperialensis | Salvador, 1979                 | Balearen                                |
| Podarcis lilfordi jordansi      | Müller, 1927                   | Isla La Guardia                         |
| Podarcis lilfordi kuligae       | Müller, 1927                   | Isla Cabrera                            |
| Podarcis lilfordi lilfordi      | Günther, 1874                  | Isla Aire                               |
| Podarcis lilfordi nigerrima     | Salvador, 1979                 | Balearen                                |
| Podarcis lilfordi planae        | Müller, 1927                   | Isla Plana                              |
| Podarcis lilfordi pobrae        | Salvador, 1979                 | Balearen                                |
| Podarcislilfordi porrosicola    | Perez Mellado & Salvador, 1988 | Balearen                                |
| Podarcis lilfordi rodriquezi    | Müller, 1927                   | Mallorca                                |
| Podarcis lilfordi sargantanae   | Eisentraut, 1928               | Isla Sargantana                         |
| Podarcis lilfordi toronis       | Hartmann, 1953                 | Isla Toro                               |
| Podarcis lilfordi xapaticola    | Salvador, 1979                 | Ibiza                                   |